# 寒川一之
寒川 一之（さむかわ かずゆき、10月28日 - ）は日本の漫画家。神奈川県出身。

## 経歴
- 1995年 - サンデーまんがカレッジ入選。
- 河合克敏にアシスタントとして師事。[1]
- 2003年 - 『週刊少年サンデー超』2003年9月増刊号から2004年1月増刊号まで『泣き虫センターコート伝説 忍』を連載。
- 2006年 - 『週刊少年サンデー』2006年21・22合併号より2009年2・3合併号まで『GOLDEN★AGE』を連載。
- 2008年 - ウェブコミック誌『ソク読みサンデー』（→『クラブサンデー』）にて『GOLDEN★AGE』の第2シリーズ『GOLDEN★AGE 2nd leg』を連載。
- 2020年 - 『ビッグコミックスピリッツ』2020年6号より『あの月に向かって打て!』を連載。

## 作品

### 連載
- 泣き虫センターコート伝説 忍（『週刊少年サンデー超』2003年9月25日号 - 2004年1月25日号）
- GOLDEN★AGE（『週刊少年サンデー』2006年21・22合併号 - 2009年2・3合併号）
  - GOLDEN★AGE 2nd leg（『ソク読みサンデー』2008年12月24日 - 2009年3月4日、『クラブサンデー』2009年3月25日 - 2009年8月25日）
- 最後は?ストレート!!（『週刊少年サンデー』2010年47号 -2014年6号、『週刊少年サンデー超』2014年3月号 - 2016年2月号）
- あの月に向かって打て!（『ビッグコミックスピリッツ』2020年6号 - 2021年29号）

### 読切
- +1（プラスワン!!）（『少年サンデー特別増刊R』2000年1月10日号）
- 小林雅英物語 PROJECT V（協力：千葉ロッテマリーンズ、『週刊少年サンデー超』2001年9月25号）
- ちぇんじUP!（『週刊少年サンデー超』2002年6月25日号）
- 用心坊!（『週刊少年サンデー超』2002年7月25日号）
- すけっとはメガネくん（『週刊少年サンデー』2005年2号）

## 師匠
- 河合克敏[1]